# Pakubuwono X van Surakarta

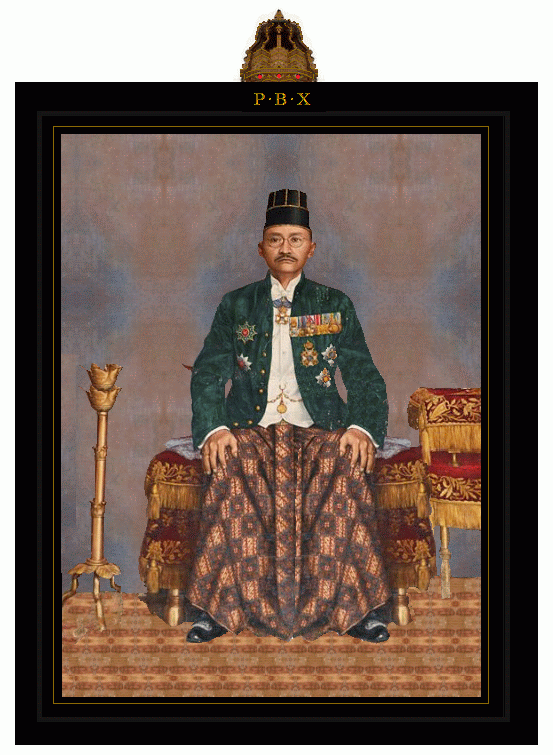
Portret met op de lijst de Keizerskroon van Surakarta

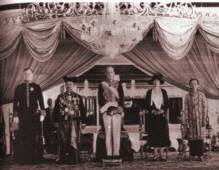
Pakubuwono X van Surakarta en gouverneur-generaal Andries Cornelis Dirk de Graeff in 1928.

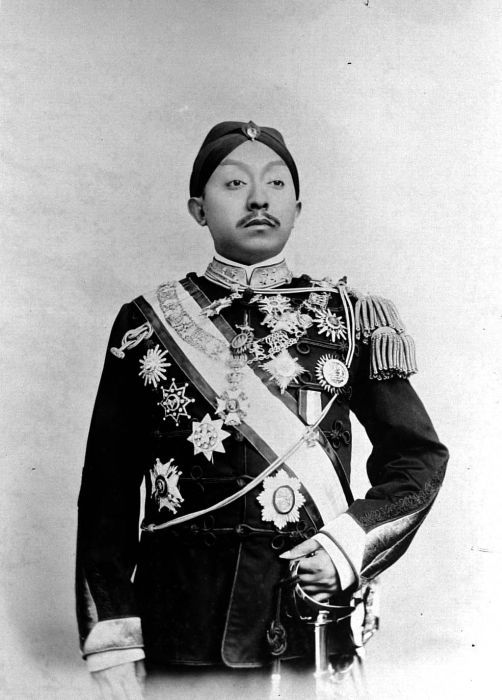
De tiende susuhunan op een foto van voor zijn 40e jubileum in uniform van de KNIL. De vorst draagt onder andere de keten van de Belgische Leopoldsorde, commandeurskruis en borstkruis van de Orde van de Nederlandse Leeuw, kruis en plaque van een grootofficier in de Orde van Oranje-Nassau met de Zwaarden, het Onderscheidingsteken voor Langdurige Dienst als officier in het Nederlandse leger en de sterren van de Orde van Cambodja en de Orde van de Witte Olifant. Een aantal van de sterren zijn Soerakartrese ridderorden.

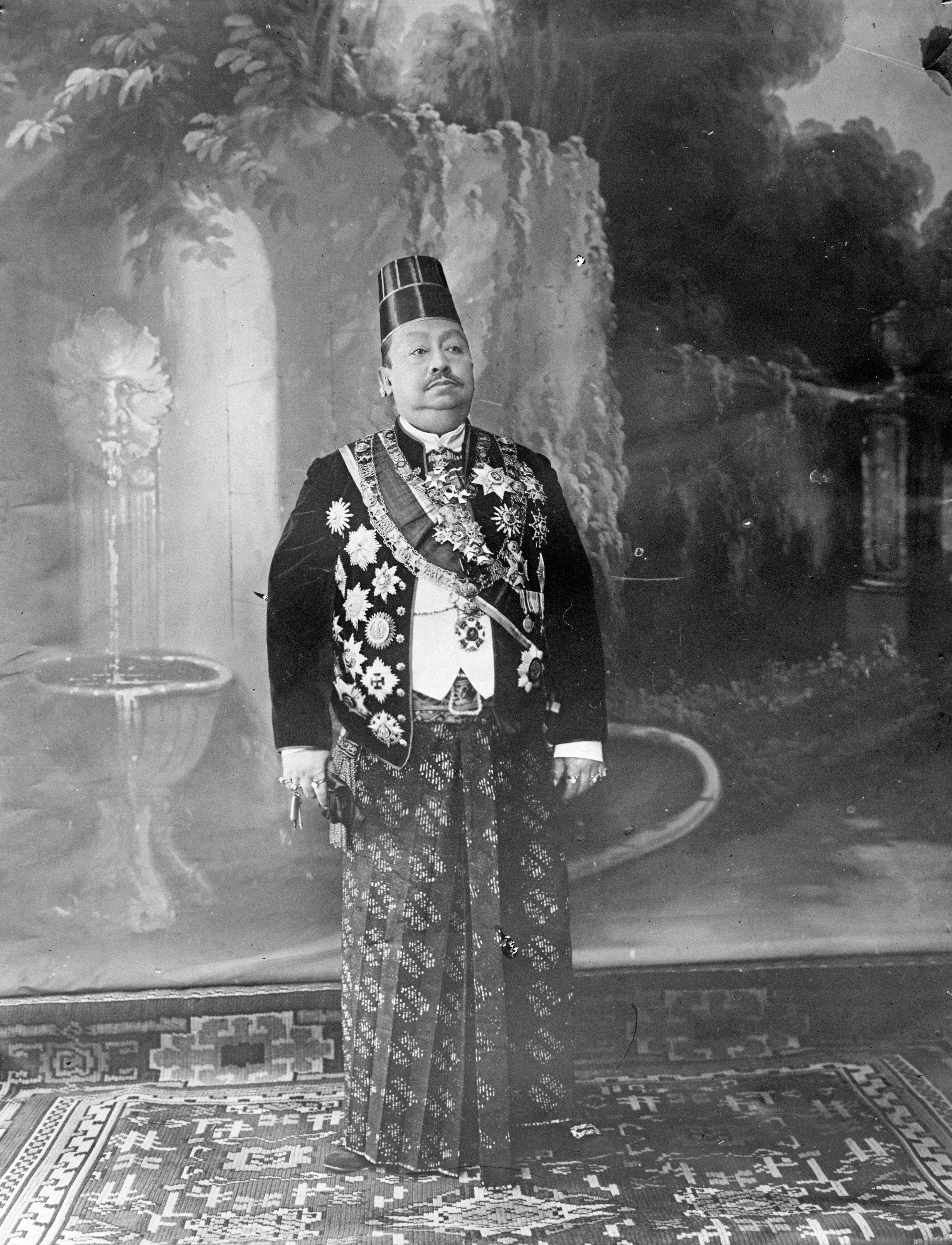
De vorst deed zijn best om zo veel mogelijk van zijn grootkruisen te dragen

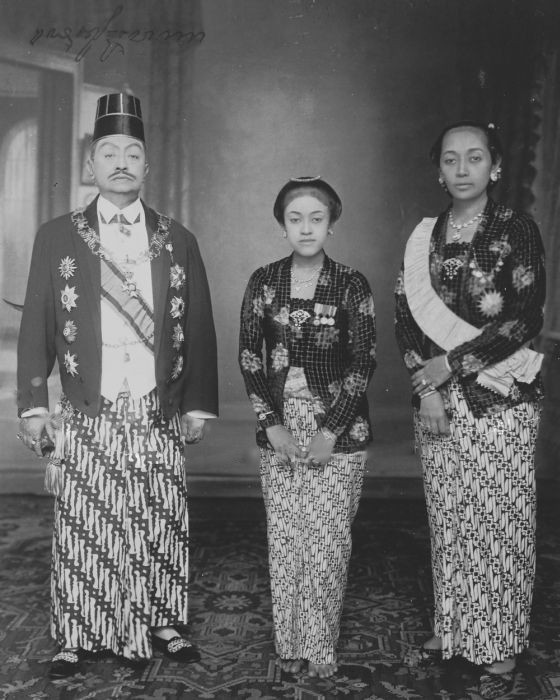
De vorst met zijn Grootkruis in de Orde van de Nederlandse Leeuw

Pakubuwono X (29 november 1866 - 20 februari 1939) was de tiende susuhunan of keizer van Surakarta. Hij regeerde van 1893 tot 1939 en is daarmee de langst regerende susuhunan uit de geschiedenis van Soerakarta.
De mohammedaanse susuhunan leefde polygaam en huwde met veertig vrouwen uit de Javaanse adel. Er zijn uit deze huwelijken zeventig kinderen bekend; 33 zoons en 34 dochters werden volwassen. De kunstenaar Menno Baars is een van zijn achterkleinkinderen. Bronnen noemen de vorst "grillig en flamboyant".
De vorst droeg in iedere fase van zijn leven een andere naam zoals dat bij de hoge Javaanse adel gebruikelijk is. Wanneer zijn status hoger werd veranderden naam en titel:
- 1866-1884: radin Mas Gusti Sayyid ud-din Malik ul-Kusna
- 1884-1890: luitenant-kolonel Radin Mas Gusti Sayyid ud-din Malik ul-Kusna
- 1890-1893: kolonel Radin Mas Gusti Sayyid ud-din Malik ul-Kusna
- 1893-1923: generaal-majoor Zijne Hoogheid Sampeyan Dalam ingkang Sinuhun ingkang Minula saha ingkang Wijaksana Kanjeng Susuhunan Prabhu Sri Pakubuwono X Senapati ing Alaga Ngah 'Abdu'l-Rahman Saiyid ud-din Panatagama, Susuhunan van Surakarta
- 1923-1932: luitenant-generaal Zijne Hoogheid Sampeyan Dalam ingkang Sinuhun ingkang Minula saha ingkang Wijaksana Kanjeng Susuhunan Prabhu Sri Pakoebuwono X Senapati ing Alaga Ngah 'Abdu'l-Rahman Saiyid ud-din Panatagama, Susuhunan van Surakarta
- 1932-1939: luitenant-generaal Zijne Prinselijke Hoogheid Sampeyan Dalam ingkang Sinuhun ingkang Minula saha ingkang Wijaksana Kanjeng Susuhunan Prabhu Sri Pakubuwono X Senapati ing Alaga Ngah 'Abdu'l-Rahman Saiyid ud-din Panatagama, Susuhunan van Surakarta[1]

De susuhunan bezat, ook al was hij een "zelfbestuurder", geen werkelijke macht maar zijn gezag onder zijn Javaanse onderdanen was groot. De kraton van de susuhunan was met magie omgeven en de onderdanen knielden voor hun vorst. Zoals bij de hoge Javaanse adel gebruikelijk was droeg men de pajong boven het hoofd van de susuhunan. De vorst bezat een gouden koets en voerde ook verder een grote staat. Het was gebruikelijk dat de susuhunan en de Nederlandse gouverneur-generaal arm in arm liepen als "grootvader en kleinzoon".
De regeringsmacht van de susuhunan was door verdragen en akkoorden met de VOC en met Nederland sterk beperkt maar formeel was hij tot aan de landhervormingen in de vroege 20e eeuw de eigenaar van alle grond in Surakarta en hij was op zijn beurt de leenheer van tal van vazallen. De machtsverhouding werd tot uitdrukking gebracht in het gebruik dat de gouverneur-generaal van Nederlands-Indië zijn "grootvader" heette te zijn en deze de regerende susuhunans als zijn "kleinzoon" aansprak. Voor de lagere Indische vorsten heetten de Nederlandse bestuurders als "oudere broer" tegenover hun "jongere broer" te staan. De resident in Surakarta was de "oudere broer" van de susuhunan en mocht naast hem staan of zitten. Javanen knielden in zijn bijzijn.
Het jubileum in 1936 werd zeer groots gevierd. De susuhunan ontving het Grootkruis in de Orde van de Nederlandse Leeuw en er werd drie dagen gefeest door de vier officiële en 11 bijvrouwen, de 44 kinderen, 88 kleinkinderen, 20 achterkleinkinderen en 5000 hovelingen, lijfwachten, dienaren en concubines in de Kampong.
De vorst heeft het keizerlijke mausoleum in Imogiri laten restaureren. Daar werd hij zelf ook bijgezet in 1939.

## Onderscheidingen
In zijn eigen rijk stichtte Pakubuwono X meerdere ridderorden en medailles. De ridderorden van Surakarta werden ook aan buitenlanders en Nederlanders toegekend. De Indische vorst werd door de Europese en Aziatische vorsten als een staatshoofd, zij het van een minder belangrijk land, gedecoreerd. Zo onderscheiden de Fransen hem niet met hun Legioen van Eer maar met een Franse koloniale orde. Pakubuwono X van Surakarta droeg:
- Het Grootkruis in de Orde van de Nederlandse Leeuw (21.1.1932). Een voor een Indische vorst zeer hoge eer, het grootkruis werd hem uitgereikt ter gelegenheid van zijn 4de jubileum. Zelf stelde hij in dat jaar de Eremedaille ter Gelegenheid van het 40e Regeringsjubileum van Pakoe Boewono X Soesoehoenan van Soerakarta in.
- Het Grootkruis in de Orde van Oranje-Nassau met de Zwaarden (10.5.1922),
- Het Onderscheidingsteken voor Langdurige Dienst als officier met het getal XV
- Het Grootkruis in de Orde van de Witte Olifant (1929)
- Het Grootkruis in de Orde van de Kroon van Siam (6.7.1896). De koning van Thailand bezocht Soerakarta in 1910
- Het Grootkruis in de Koninklijke Orde van Cambodja
- Het Grootkruis in de Huisorde van de Wendische Kroon van Mecklenburg (1910)
- Het Grootkruis in de Orde van Nishan al-Iftikhar van de Bey van Tunis
- Het Grootkruis in de Orde van Christus van Portugal (5.1.1929)
- Het Grootkruis in de Orde van de Draak van Annam
- Het Grootkruis in de Leopoldsorde (c 1935)
- Het Grootkruis in de Orde van Leopold II van België (mil 1920)
- Het Grootkruis in de Ereteken van Verdienste voor de Republiek Oostenrijk (1926)
- Het Grootkruis in de Orde van de Poolster van Zweden (1932)
- Het Grootkruis in de Orde van de Ster van Anjouan (1936)
- Het Grootkruis in de Orde van de Kroon van Italië
- Het Grootkruis in de Orde van het Schitterende Jade (Tweede Graad) van de Republiek China, na 1933
- Het Grootkruis in de Orde van Sharifian Alawaidis van Marokko (1936)
- Het Grootkruis in de Orde van Khim Khanh van de Keizer van Annam
- Het Grootkruis in de Orde van Verdienste van de Heilige Michaël
- Het Grootkruis in de Orde van de Rode Adelaar van Pruisen
- Het Grootkruis in de Frans Jozef-Orde van Oostenrijk
- Commandeur der Eerste Klasse in de Orde van Hendrik de Leeuw van Brunswijk (1910)
- Commandeur in de Orde van de Dannebrog van Denemarken
- Commandeur in de Orde van de Zwarte Ster van Benin. Een Franse koloniale orde
- Grootofficier of the Orde van Bolivar van Venezuela
- De Orde van de Dubbele Draak Eerste Klasse, Tweede Graad van het Keizerrijk China[1]

Op portretten draagt de susuhunan net als andere Oosterse potentaten ook sterren van drie van zijn eigen orden. De juweliers in de kratons en ook aan de hoven in Brits-Indië vervaardigden sterren die vaak met diamanten werden versierd om meer indruk te maken.
In 2911 werd hij geëerd met de titel Nationale held van Indonesië.

## Opvolging
- Opvolger van Pakubuwono IX van Surakarta
- Opgevolgd door Pakubuwono XI van Surakarta